# Yesri Tandiseru
Yesri Tandiseru (andere Schreibweise: Yesri Tandi Seru, * 23. November 1968 in Toraja, Sulawesi, Indonesien) ist eine indonesische Politikerin und Frauenaktivistin.

## Werdegang
Yesri absolvierte in ihren Heimatort die Grundschule 1981, in Balikpapan die Junior High School 1984 und die High School 1987. 2012 erhielt Yesri einen Abschluss des Instituts für Wirtschaftswissenschaften Adhy Niaga.
Von 1990 bis 1996 arbeitete Yesri als Angestellte. Bis 1999 war sie Direktorin eines Dienstleistungsunternehmens.
1999 wurde Yesri in den Repräsentantenrat des Volkes der Provinz (DPRD) von Timor Timur gewählt. Ihr Mann Radjakarina Brahmana war hier im seit 1975 von Indonesien besetzten Osttimor Sekretär der Regionalverwaltung. Ihren Sitz im Lokalparlament konnte die damalige Vorsitzende der Partei KRISMA aber nicht antreten, weil nach dem Unabhängigkeitsreferendum in Osttimor die Indonesier abziehen mussten. Radjakarina ging in den Ruhestand und das Paar verließ Osttimor.
Yesri war von 2002 bis 2008 Schatzmeisterin des Nationalen Frauengebetsnetzwerkes (indonesisch Umum Jaringan Doa Wanita Nasional) und von 2009 bis 2010 dessen Generalkoordinatorin. Ab 2011 wurde Yesri Vorsitzende des neugegründeten Netzwerks zur Stärkung der Frauen (indonesisch Umum Jaringan Pemberdayaan Perempuan). Von 2008 bis 2016 war sie Vorsitzende der Stiftung Raga dan Baktiku Untuk Negara Indinesia.
Nach dem Tod ihres Mannes im Mai 2011 übernahm sie den Vorsitz der Partei Partai Kristen Indonesia 1945 (PARKINDO 1945). Bei den Parlamentswahlen in Indonesien 2014 trat Yesri als Kandidatin der PKB im Wahlkreis Sulawesi Tengah an.